# Adolf Deucher
Adolf Deucher, född den 15 februari 1831 i Steckborn, kantonen Thurgau, död den 10 juli 1912 i Bern, var en schweizisk politiker. 
Deucher studerade medicin och verkade som praktiserande läkare först i sin hemtrakt, sedan i Frauenfeld. Han tog därjämte livlig del i tillkomsten av Thurgaus nya demokratiska författning och invaldes 1879 i kantonens regering. Av Schweiz nationalråd var Deucher medlem 1869–1873, invaldes där ånyo 1879 och blev 1882 nationalrådets president. År 1883 invaldes han i förbundsrådet som ledare av avdelningen för handel, industri och åkerbruk. Åren 1886, 1897 och 1903 innehade Deucher förbundspresidentvärdigheten.